# Парамонов Сергій Володимирович (фехтувальник)
Сергій Володимирович Парамонов (нар. 16 вересня 1945, Бєлорєцьк, Башкирська АРСР) — радянський фехтувальник на шпагах, майстер спорту міжнародного класу, олімпійський призер.
Сергій Парамонов — переможець Чемпіонату світу 1969 (у командній першості), срібний призер Чемпіонату світу 1970 (в особистій першості) і 1971 (командному), бронзовий призер Чемпіонату світу 1973 (у командній першості). Брав участь в літніх Олімпійських іграх 1972 року в Мюнхені, де завоював бронзову медаль (у командній першості). Переможець командного Кубка Європи 1971, 1972 та 1973 років.